# Tomi Mustonen
Tomi Mustonen (* 31. Mai 1983 in Oulu) ist ein finnischer Eishockeyspieler, der seit 2010 bei HDD Olimpija Ljubljana in der Österreichischen Eishockey-Liga unter Vertrag steht. 

## Karriere
Tomi Mustonen begann seine Karriere als Eishockeyspieler bei Kärpät Oulu, für die er in der Saison 2001/02 sein Debüt in der SM-liiga gab. Nach der Spielzeit verließ er Oulu, für das er bereits im Nachwuchsbereich gespielt hatte, und unterschrieb einen Vertrag bei deren Ligarivalen JYP Jyväskylä. Obwohl er dort in 55 Spielen der regulären Saison und fünf Playoff-Partien aufgelaufen war, musste er den Klub nach nur einem Jahr wieder verlassen, so dass Mustonen in die zweitklassige Mestis wechselte, wo er je eine Saison lang für Hokki Kajaani und KalPa Kuopio spielte. Vor allem in der Saison bei KalPa wusste Mustonen zu überzeugen. Aufgrund seiner 61 Scorerpunkte in 43 Spielen wurde der Angreifer 2005 von seinem Ex-Klub, dem amtierenden Meister Kärpät Oulu, unter Vertrag genommen, mit dem er 2007 und 2008 jeweils Finnischer Meister wurde und 2006 das Finale um den IIHF European Champions Cup erreichte, in dem er mit seiner Mannschaft dem russischen Rivalen HK Dynamo Moskau unterlag.
Zur Saison 2008/09 wechselte Mustonen zu Kärpäts Ligarivalen Lukko Rauma. Anschließend verließ er den Verein und spielte ebenfalls ein Jahr lang für IF Björklöven in der HockeyAllsvenskan, der zweiten schwedischen Spielklasse. Seit der Saison 2010/11 spielt er für den slowenischen Verein HDD Olimpija Ljubljana in der Österreichischen Eishockey-Liga.

### International
Für Finnland nahm Mustonen an der U18-Junioren-Weltmeisterschaft 2001 teil.

## Erfolge und Auszeichnungen
- 2006 2. Platz beim IIHF European Champions Cup mit Kärpät Oulu
- 2006 Finnischer Dritter mit Kärpät Oulu
- 2007 Finnischer Meister mit Kärpät Oulu
- 2008 Finnischer Meister mit Kärpät Oulu

### International
- 2001 Bronzemedaille bei der U18-Junioren-Weltmeisterschaft

## SM-liiga-Statistik
(Stand: Ende der Saison 2010/11)